# Gosford
33°25′39.007″S 151°20′29.314″Ø / 33.42750194°S 151.34147611°Ø
Gosford er den største by i Central Coast, New South Wales, Australien. Gosford ligger omtrent 70 km nord for Sydneys centrum. Bykernen ligger ved Brisbane Water, en nordlig gren af Hawkesbury River og Broken Bay. Gosford er administrationscenter for Gosford City Council, som sammen med Wyong Shire danner Central Coast.
Gosford er ofte antaget for at være en del af Sydney Metropolian Area.